# Franc elvețian
Franc elvețian (cod ISO 4217: CHF) este unitatea monetară oficială a Elveției, Liechtensteinului și a exclavelor Campione d'Italia și Büsingen. Singura subdiviziune este centul, mai precis: 1 CHF = 100 centimes, în franceză, Rappen, în germană, centesimi, în italiană.

## Monede
Monedele au următoarele valori nominale: 5 cenți, 10 cenți, 20 cenți, 1/2 franc, 1 franc, 2 franci, 5 franci.

## Bancnote

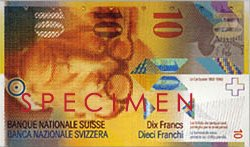
10 Franci (avers)
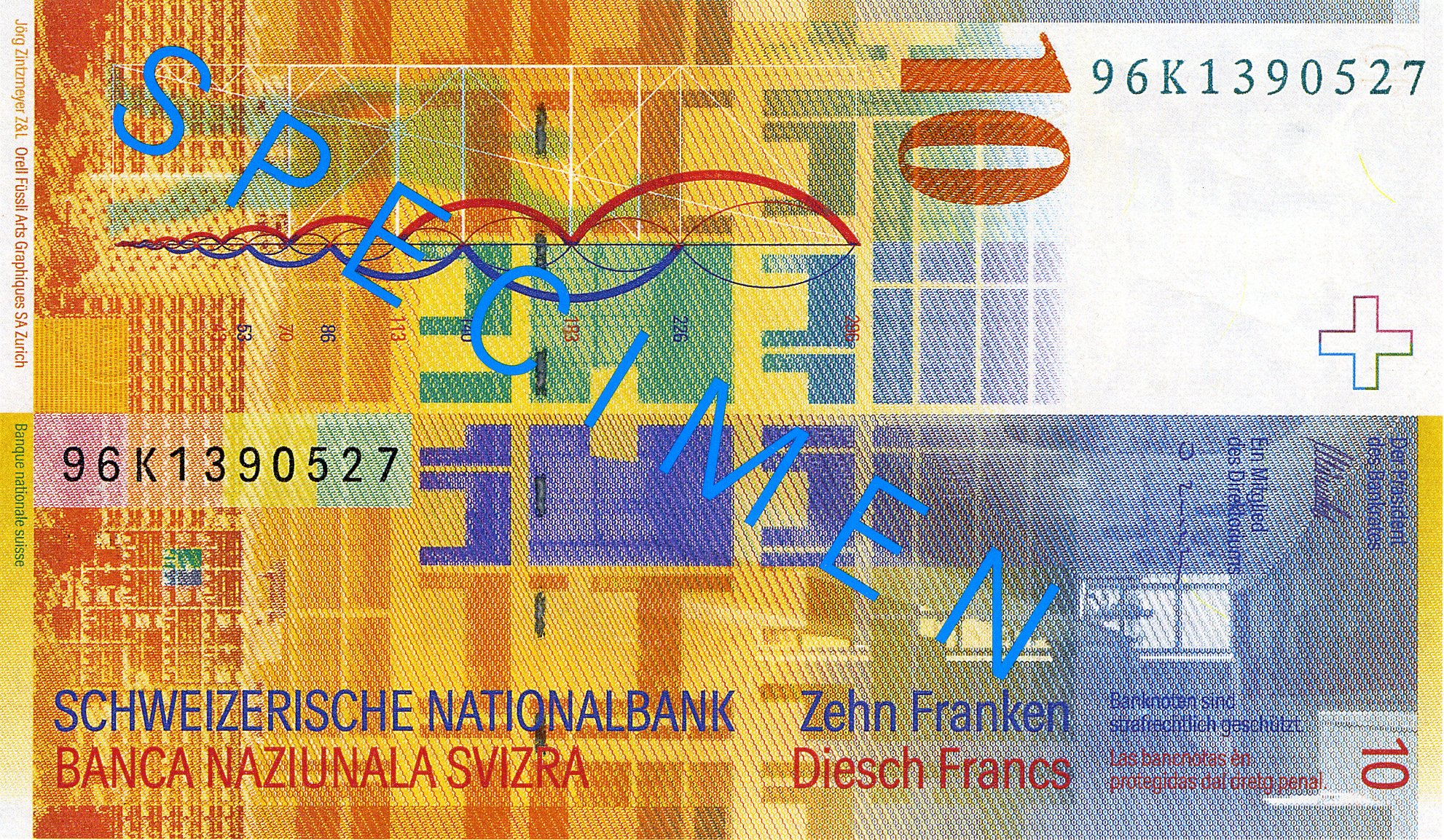
10 Franci (revers)
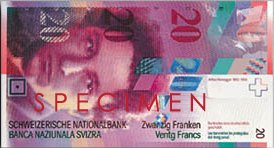
20 Franci (avers)
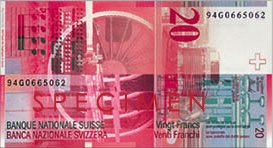
20 Franci (revers)
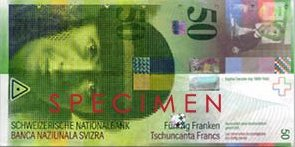
50 Franci (avers)
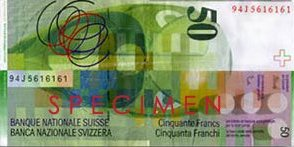
50 Franci (revers)
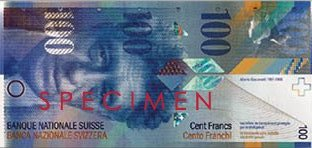
100 Franci (avers)
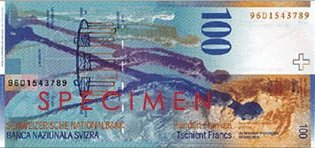
100 Franci (revers)
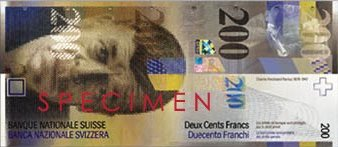
200 Franci (avers)
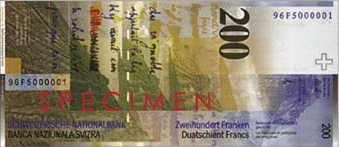
200 Franci (revers)
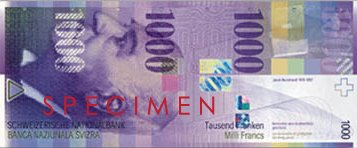
1000 Franci (avers)
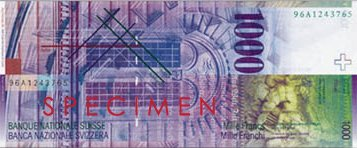
1000 Franci (revers)

## Galerie de imagini (monede)

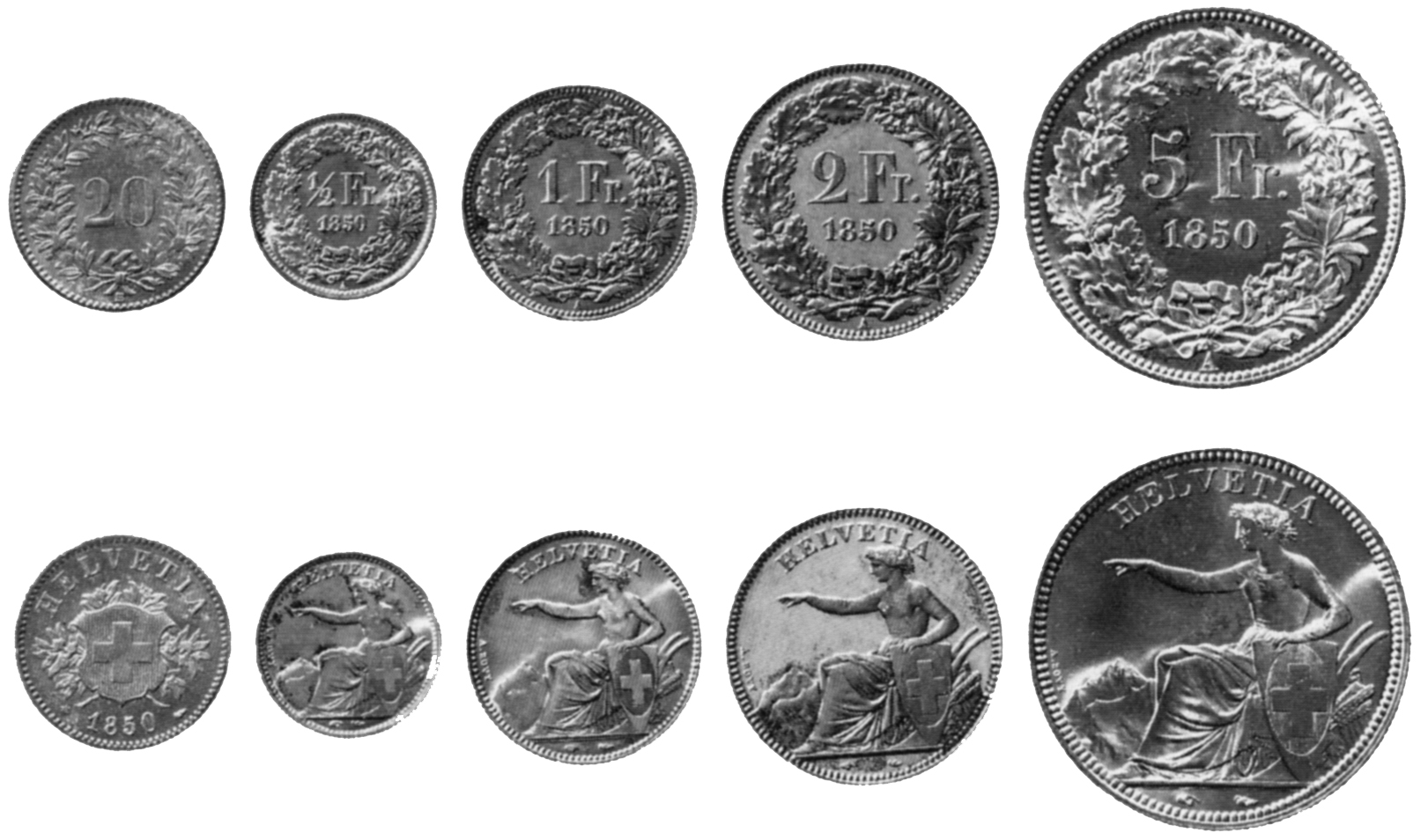
Primii franci elvețieni, emiși în anul 1850
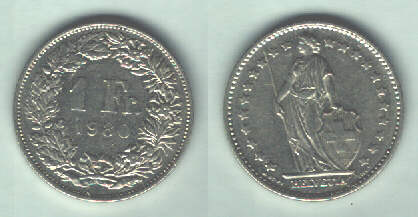
1 franc elvețian, emis în anul 1980, avers la stânga și revers la dreapta.
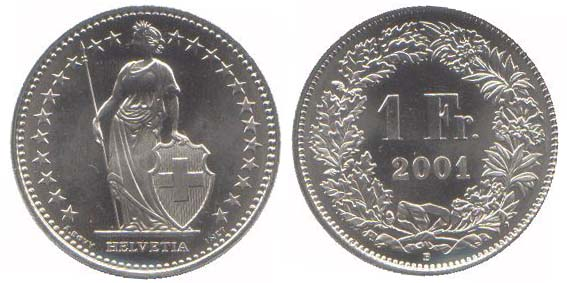
1 franc elvețian, emis în 2001 (revers, în stânga și avers, în dreapta)
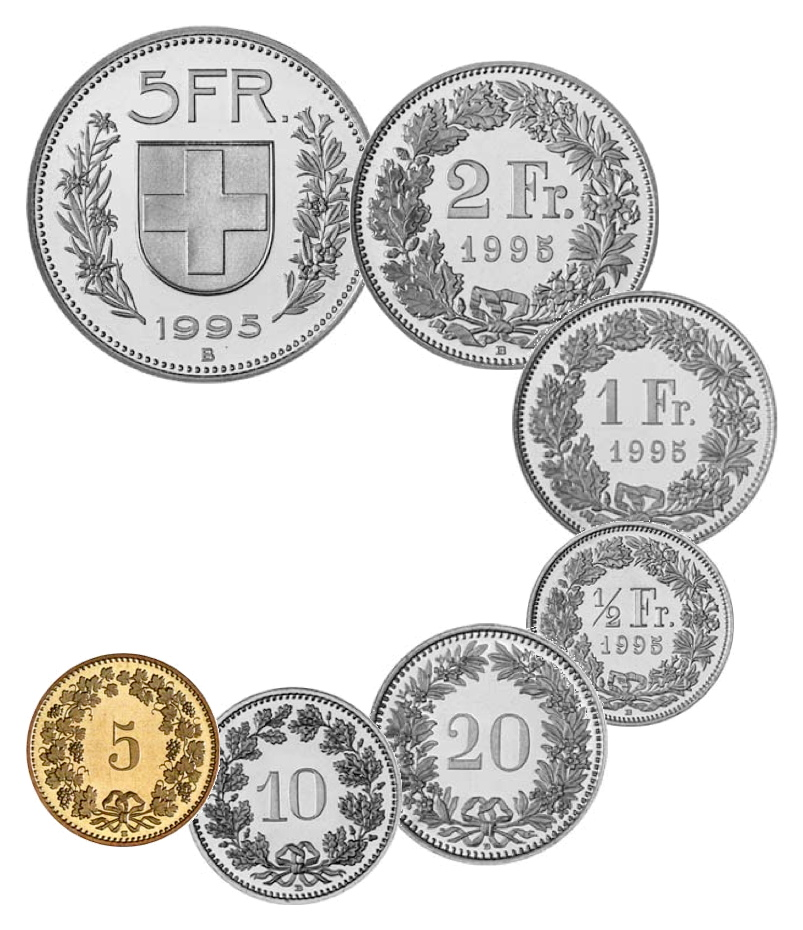
Franci elvețieni emiși în anul 1995.

## Galerie de imagini (bancnote)

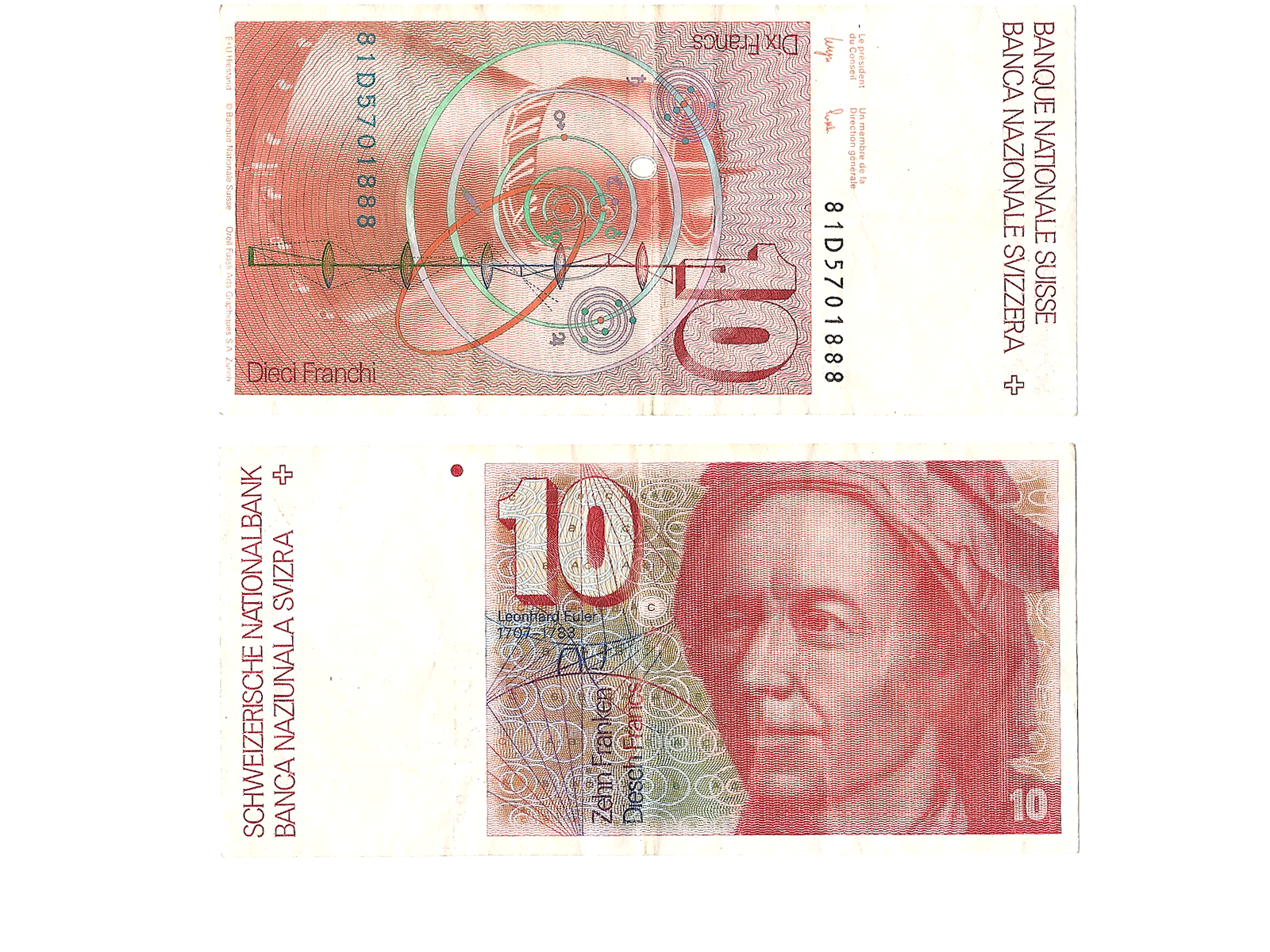
Veche bancnotă elvețiană, cu valoarea nominală de 10 franci